# Calometopus aureipennis
Calometopus aureipennis är en skalbaggsart som beskrevs av Moser 1914. Calometopus aureipennis ingår i släktet Calometopus och familjen Cetoniidae. Inga underarter finns listade.